# Isaiah Thomas

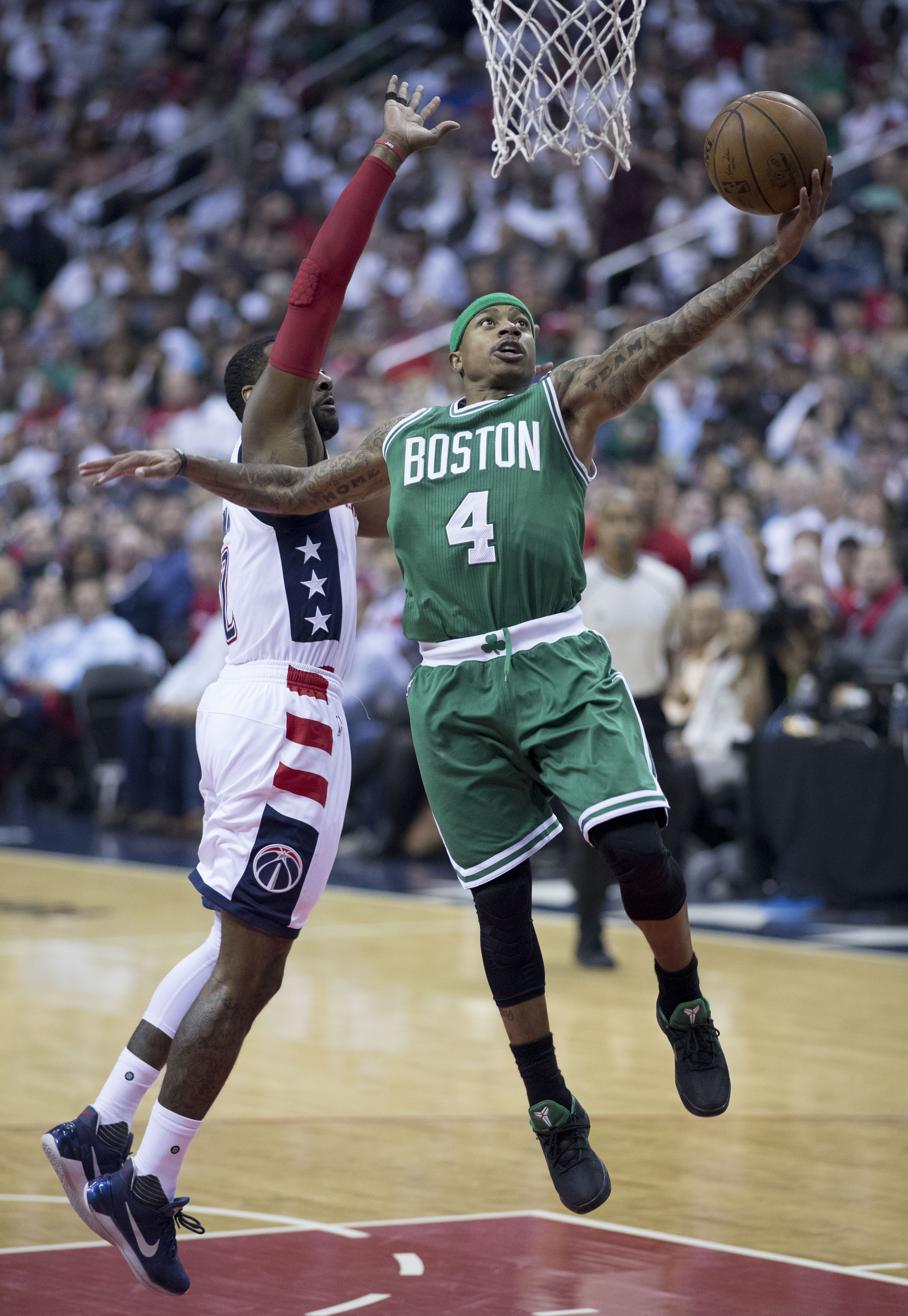
Isaiah Thomas i Boston Celtics.

Isaiah Jamar Thomas, född 7 februari 1989 i Tacoma i Washington, är en amerikansk basketspelare som är 1,75 m lång och spelar som point guard i NBA. Han är den kortaste spelaren som lyckats genomföra en triple-double i en NBA-match. Han har två gånger blivit NBA All Star och har utsetts till All-NBA Second Team en gång under karriären.
Isaiah Thomas NBA-karriär inleddes i Sacramento Kings där han spelade i tre år för att sedan flytta till Phoenix Suns i ett år, därefter bytte han  till Boston Celtics. Han bytte sedan plats med Kyrie Irving och gick till Cleveland Cavaliers, där han bara spelade några fåtal matcher och blev sedan skickad till Los Angeles Lakers efter en tveksam insats i Cleveland.
Han spelar sedan juli 2019 i Washington Wizards efter att ha spelat för Denver Nuggets i en säsong.
Han har för närvarande[när?] åtta års erfarenhet av den professionella basketligan NBA. 

## Lag
- Sacramento Kings (2011–2014)
- Phoenix Suns (2014–2015)
- Boston Celtics (2015–2017)
- Cleveland Cavaliers (2017–2018)
- Los Angeles Lakers (2018)
- Denver Nuggets (2018-2019)
- Washington Wizards (2019-)